# Stade rochelais (omnisports)
Pour les articles homonymes, voir Stade rochelais (homonymie).
Le Stade rochelais est un club omnisport français, fondé le 8 avril 1896 sous la forme d’une société de sports athlétiques, et basé à La Rochelle, en Charente-Maritime, en région Nouvelle-Aquitaine.
Le club a pour premier président Louis Sagot. Mais ce n’est qu’en 1898 que le Stade Rochelais est officiellement reconnu, sous l’impulsion et la responsabilité de son nouveau Président Charles Guarrigues.
Dès 1902, le consul des États-Unis à La Rochelle et futur président du Club (1904 à 1911), George Henry Jackson, développe la section rugby du Stade Rochelais. Cette dernière fait alors partie des clubs de rugby les plus anciens sur le sol français juste après le Racing Club de France, le Stade français, le FC Grenoble, le Lyon olympique universitaire (LOU) et le FC Auch.
En 1904, une section football du Stade Rochelais issue d'une scission avec les rugbymen est créée.
Le 19 septembre 1926, le Parc des Sports de Port-Neuf est inauguré. Il s’agit du nouveau terrain de jeu des Jaune et Noir après celui du Trianon situé alors au nord de l'avenue Carnot dans le prolongement de l'avenue Coligny.
Le 23 mars 1947, le stade est baptisé stade Marcel-Deflandre en hommage à Marcel Deflandre. Ce dernier est l’homme de la réunification des 3 clubs (l’entente Union-Stade et La Rochelle-Étudiants XIII) sous le nom de Stade rochelais. Il prend la présidence du club en 1941. Résistant, il fut arrêté le 9 octobre 1943 et fusillé par la Gestapo le 11 janvier 1944 à Bordeaux.
Après la seconde guerre mondiale et pendant de longues années, le stade est alors le principal équipement sportif de la ville de La Rochelle, possédait une piste d'athlétisme et accueillait diverses compétitions sportives, rugby bien sur avec les matchs à domicile du Stade rochelais mais aussi, jusqu'au début des années 1970, des rencontres de football et donc des épreuves d'athlétisme au niveau local et départemental à l'image du stade Paul-Rébeilleau à Poitiers.
En 1949, la section football du Stade Rochelais fusionne avec l'autre club de football de la ville de La Rochelle, l'Étoile des Cheminots Rochelais, afin de donner naissance à l'Étoile Sportive Rochelaise.
Le club omnisports est alors mis en sommeil puisque seul le rugby est représenté au sein du Stade Rochelais.
Plus récemment, en 2018, le club de basket de la ville de La Rochelle, le Rupella Basket 17 fondé en 1932, passe dans le giron du Stade rochelais et devient par la même occasion la section basket du club et se voit renommé Stade rochelais Rupella.

## Ouvrages
- Références issues de l'ouvrage 115 ans de rugby au Stade Rochelais de Jean-Michel Blaizeau

1. 1 2  Blaizeau 2014, p. 12.